# Mamma, ho preso il morbillo
Mamma, ho preso il morbillo (Home Alone 3) è un film del 1997 diretto da Raja Gosnell, terzo capitolo della saga di Home Alone, sebbene si tratti di un sequel indiretto. È anche l'ultimo film della serie Home Alone a ricevere un'uscita nelle sale. Ha come protagonista Alex D. Linz nei panni di Alex Pruitt, un bambino prodigio di 8 anni che difende la sua casa da una banda di criminali che lavorano per una famigerata organizzazione terroristica.
Le riprese del film si sono svolte dal 2 dicembre 1996 al 22 marzo 1997. A differenza di quanto facciano intendere il titolo e il doppiaggio dell'edizione italiana, il protagonista non si ammala di morbillo, bensì di varicella.

## Trama
8 gennaio, una spietata banda composta da quattro criminali internazionali, Peter Beaupre, Alice Ribbons, Burton Jernigan ed Earl Unger, che ha portato a termine un colpo, cerca di rivendere un preziosissimo microchip contenente un segreto militare dell'aviazione statunitense sul mercato nero per molti milioni di dollari. Per passare inosservati, nascondono questo microchip in una macchinina radiocomandata.
Per una piccola distrazione, presso l'Aeroporto Internazionale di San Francisco, il pacco che la contiene viene scambiato con un sacchetto molto simile, di proprietà di Mrs. Hess, una vecchia signora piuttosto burbera che lo regala, come pagamento per aver spazzato la neve, ad Alex Pruitt, un adorabile e promettente bambino di otto anni che ha un fratello e una sorella maggiori, Stan e Molly; la sera stessa, Alex scopre di essersi ammalato di morbillo, rimanendo a casa da solo con la febbre. Il bambino ne approfitta per guardare che cosa succede nel suo quartiere con un cannocchiale.
I quattro criminali riescono, nel frattempo, a rintracciare la macchinina telecomandata, a Chicago, nel quartiere dove vive Alex, ma ancora non sanno di preciso in quale casa è custodita. Dal cannocchiale Alex nota Beaupre operare in una casa del vicinato e, scambiandolo per un ladro, corre al telefono per avvisare la polizia. Tuttavia all'arrivo dei poliziotti trovano la casa completamente in ordine, mentre Beaupre ha già lasciato l'edificio poco tempo prima. Il giorno dopo, Alex nota nuovamente lo stesso individuo operare, questa volta, nella casa della signora Hess, uscita per delle commissioni; ancora una volta, il bambino avvisa la polizia e questa volta Beaupre è ancora in casa all'arrivo dei poliziotti, ma il losco individuo riesce a nascondersi. Come la volta precedente, Alex non viene creduto dalle forze dell'ordine, le quali lo definiscono un bambino che dà falsi allarmi per divertimento.
Col passare dei giorni, Alex riesce a trovare il microchip nella macchinina e ne comunica il codice alla US Air Force Recruiting, mentre i malviventi riescono finalmente a scoprire che la macchinina ce l'ha il bambino; approfittando dell'assenza dei genitori e dei fratelli del piccolo, i quattro decidono di entrare in azione per riprendersi la macchinina, ma scoprono ben presto che la missione è più dura del previsto, visto che Alex ha sparso delle trappole dentro e fuori casa. Nonostante le loro abilità, Alex si dimostra più furbo e sveglio, e alla fine i quattro vengono arrestati prendendosi un bel morbillo anche loro, mentre Alex riconsegna il chip rubato all'FBI e viene visto come un piccolo eroe. Nella scena dopo i titoli di coda si vedono i 4 criminali che hanno preso il morbillo.

## Produzione

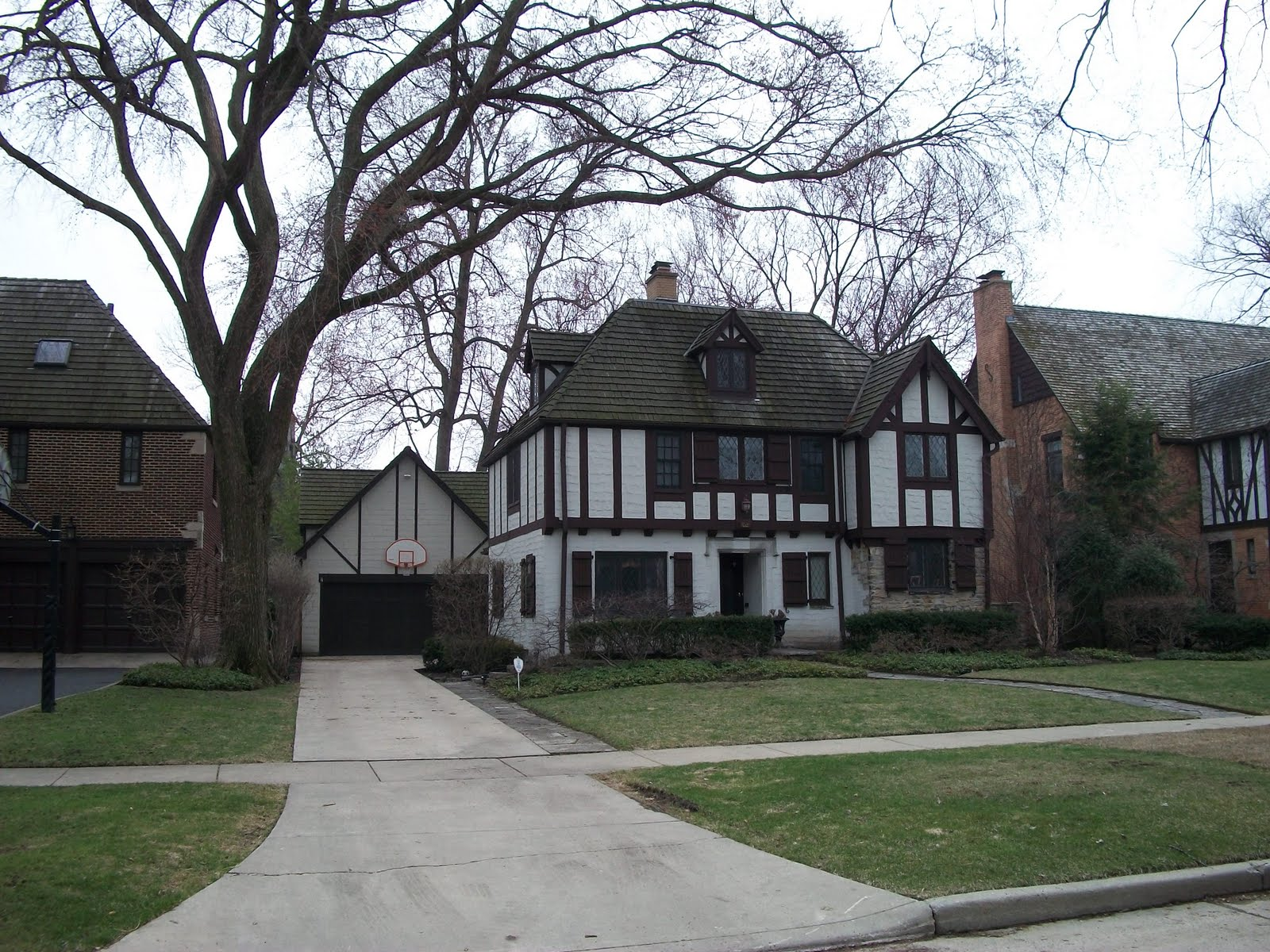
La casa dei Pruitt in 3026 Normandy Place ad Evanston, Illinois.

Sebbene il film venga ambientato a Chicago, venne scelta come località principale Evanston, comune dell'Illinois situato a circa 22 km a nord di Chicago.
Per le scene dinanzi l'ingresso di casa Pruitt fu scelta 3026 Normandy Place, le scene del retro casa vennero invece girate al 2621 Noyes Street.
Per l'ingresso principale della casa della signora Hess fu scelta 3025 Normandy Place, per il retro venne scelta 3023 Normandy Place.
La fittizia azienda AXUS Defence Technologies, ambientata a Silicon Valley, California, venne in realtà girata al 6601 North Ridge Boulevard e nella zona portuale fra la E. 95th Street e S. Avenue N di Chicago, per la scena iniziale dove i malviventi acquistano il chip.
La scena della banca, dove Karen Pruitt si reca al lavoro, venne girata al 4747 Dempster Street a Skokie, comune situato a circa 5 km ad ovest di Evanston.
La US Air Force Recruiting, l'azienda alla quale Alex rilascia il codice del chip, è in realtà un odierno negozio di ottica situato in 2914 Central Street, sempre ad Evanston.
L'automobile radiocomandata utilizzata nel film è una Mutator, auto giocattolo prodotta dall'azienda giapponese Taiyo Toys e distribuita negli Stati Uniti dall'azienda Tyco Toys (oggi divenuta parte della Mattel).

## Colonna sonora
La colonna sonora del film fu curata dall'Universal Music Group.

### Tracce
1. Cartoon Boyfriend – My Town – 3:18
2. Super Deluxe – All I Wanted Was A Skateboard – 2:34
3. Dance Hall Crashers – I Want It All – 3:19
4. Chuck Berry – Almost Grown – 2:20
5. Chuck Berry – School Day (Ring! Ring! Goes the Bell) – 2:42
6. Jim Croce – Bad, Bad Leroy Brown – 3:01
7. Sugarloaf – Green-Eyed Lady – 3:40
8. Dean Martin – Let It Snow! Let It Snow! Let It Snow! – 1:57
9. Oingo Boingo – Home Again – 5:26
10. The Deuce Couples – Nite Prowler – 1:46
11. The Wailers – Tall Cool One – 2:35
12. Nick Glennie-Smith – Home Alone 3 Suite – 8:01

## Distribuzione
| Nazione       | Prima                                      |
| ------------- | ------------------------------------------ |
| Stati Uniti   | 12 dicembre 1997                           |
| Spagna        | 15 dicembre 1997                           |
| Canada        | 16 dicembre 1997                           |
| Francia       | 17 dicembre 1997                           |
| Rep. Ceca     | 18 dicembre 1997                           |
| Germania      | 18 dicembre 1997                           |
| Ungheria      | 18 dicembre 1997                           |
| Paesi Bassi   | 18 dicembre 1997                           |
| Slovenia      | 18 dicembre 1997                           |
| Austria       | 19 dicembre 1997                           |
| Svizzera      | 19 dicembre 1997 (Regione germanoparlante) |
| Estonia       | 19 dicembre 1997                           |
| Finlandia     | 19 dicembre 1997                           |
| Regno Unito   | 19 dicembre 1997                           |
| Irlanda       | 19 dicembre 1997                           |
| Israele       | 19 dicembre 1997                           |
| Islanda       | 19 dicembre 1997                           |
| Polonia       | 19 dicembre 1997                           |
| Portogallo    | 19 dicembre 1997                           |
| Danimarca     | 25 dicembre 1997                           |
| Grecia        | 25 dicembre 1997                           |
| Norvegia      | 26 dicembre 1997                           |
| Russia        | 29 dicembre 1997                           |
| Nuova Zelanda | 1º gennaio 1998                            |
| Turchia       | 9 gennaio 1998                             |
| Kuwait        | 14 gennaio 1998                            |
| Argentina     | 22 gennaio 1998                            |
| Cile          | 22 gennaio 1998                            |
| Colombia      | 23 gennaio 1998                            |
| Brasile       | 30 gennaio 1998                            |
| Italia        | 30 gennaio 1998                            |
| Svezia        | 13 febbraio 1998                           |
| Singapore     | 13 marzo 1998                              |
| Messico       | 27 marzo 1998                              |
| Taiwan        | 28 marzo 1998                              |
| Australia     | 9 aprile 1998                              |
| Thailandia    | 17 aprile 1998                             |
| Corea del Sud | 17 luglio 1998                             |
| Giappone      | 25 luglio 1998                             |

### Edizione italiana
Il doppiaggio italiano del film venne eseguito dalla SEFIT-CDC e diretto da Roberto Chevalier su dialoghi di Enzo Ocone.

## Accoglienza

### Incassi
Il film ha incassato 30.882.515 dollari nel Nord America e altri 48.200.000 dollari in altri territori, arrivando a 79.082.515 dollari in tutto il mondo.

### Critica
Il film ha un punteggio di approvazione del 29% su Rotten Tomatoes basato su 24 recensioni, con una valutazione media di 4,4/10. Il consenso della critica recita: "Il carisma precoce di Macaulay Culkin è gravemente mancato in questo sequel vuoto, che raddoppia sull'ampia commedia mentre manca di tutte le caratteristiche che hanno reso l'originale un classico".
Roger Ebert del Chicago Sun-Times ha dato al film una recensione positiva di 3 stelle su 4, e ha detto che lo ha trovato "fresco, molto divertente e migliore dei primi due".

## Riconoscimenti
- 1997 - Razzie Awards
  - Nomination Peggior remake o sequel
- 1998 - Young Artist Awards
  - Nomination Miglior attore giovane 10 anni o meno a Alex D. Linz
- 1998 - YoungStar Awards
  - Nomination Miglior attore giovane in un film commedia a Alex D. Linz

## Sequel
- Mamma, ho allagato la casa (Home Alone 4: Taking Back the House) (2002)
- Mamma, ho visto un fantasma (Home Alone 5: The Holiday Heist) (2012)
- Home Sweet Home Alone - Mamma, ho perso l'aereo (Home Sweet Home Alone) (2021)